# Olivier Guillemin
Olivier Guillemin est un créateur de mode, scénographe et directeur créatif français, né en 1961.
Il est cofondateur avec Olivier Védrine de l’agence de design, de scénographie et d’architecture [o,o]. Il est également président du Comité français de la couleur et secrétaire général d’Intercolor.

## Débuts
Olivier Guillemin est né à Paris en 1961.
Après avoir obtenu un DEUG en histoire de l’art à la Sorbonne, Olivier Guillemin intègre le Studio Berçot en 1979 où il s’initie au stylisme de mode. Sous la houlette de Marie Rucki, directrice de l’école, Olivier Guillemin y développe un style personnel futuriste et un univers inspiré par le cinéma fantastique et de science-fiction. C’est une période de liberté où la mode se réinvente et sort de ses carcans. Cette atmosphère est propice à une certaine forme de création qui a nourri toute une génération. En effet, cette génération puise son inspiration aussi bien à la Cinémathèque, que dans les fêtes costumées de la discothèque Le Palace, qui vient d’ouvrir ses portes et avec laquelle Olivier Guillemin collaborera plusieurs fois.
En sortant du Studio Berçot, Olivier Guillemin devient assistant pour Thierry Mugler, puis pour Azzedine Alaïa. Il travaille ensuite comme styliste pour la collection Homme de Claude Montana ainsi que pour le bureau de style de la Woolmark et différents industriels du prêt-à-porter féminin, avant de se lancer dans la création de sa propre griffe et d’en assurer la diffusion internationale.
Pendant ces premières années comme styliste free-lance, Olivier Guillemin continue à participer aux défilés du Studio Berçot avec lequel il entretient d’étroites relations. Deux collections successives attirent particulièrement l’intérêt des professionnels et de la presse internationale. En 1984 la collection « Les Dents de la Mer », présentée au musée d'Art moderne de Paris. En 1985, la collection « Les Globule » qui a défilé au Palace, et est inspirée du film Le Voyage fantastique (film, 1966) de Richard Fleischer. Ces robes ont été choisies par le Fashion Institute of Technology de New York (FIT) pour l’exposition « La mode et le surréalisme »,. C’est entre autres cette collection qui a participé à encourager les premiers développements de la marque qui porte son nom.

## Les années «Créateur»
La première collection commercialisée sous le nom d’Olivier Guillemin a pour thème « Les 24 heures du Mans » et s’inspirait du design et des couleurs des voitures de courses (printemps-été 1986). Elle est suivie par la collection « Les Dames à la Licorne » (automne-hiver 1986/1987), puis par la collection « Istanbul 2000 » qui fera l’objet de son premier défilé pendant la semaine des Créateurs de Mode à Paris, lui offrant ainsi une visibilité médiatique internationale,.
Soutenu par le ministère de la Culture et de la Communication, et celui de l’Éducation Nationale, Olivier Guillemin développe ensuite pour l’automne-hiver 1988-1989 une collection dans le cadre du programme « Entrez les Artistes à l’École », auquel participe également le plasticien Claude Lévêque. Cette collection intitulée « Les Belles et les Bêtes », véritable hommage au cinéma fantastique classique, est présentée lors d’un défilé au cinéma d’art et essai Studio 43, et en partenariat avec la Cinémathèque française. Lors du défilé, le passage des mannequins était accompagné d’extraits de films illustrant les différents thèmes.
À la suite de cette présentation, Olivier Guillemin signe respectivement deux contrats de licence, l’un en France et l’autre au Japon. La première collection réalisée avec le soutien de ses deux licenciés respectifs, sera présentée à l'Institut du monde arabe, qui vient d’ouvrir ses portes en 1987 (Collection « Les Sélénites » - automne-hiver 1989/1990,)
En 1989, Olivier Guillemin reçoit le prix de la Création Européenne Woolmark. La même année le prix de l’Association nationale pour le développement des arts de la mode, qui vient d’être créé sous l’égide du ministère de la Culture (France), lui est attribué ainsi qu’à Martin Margiela. Ce sont les deux premiers lauréats de ce concours. Ces deux récompenses, accompagnées de subventions, lui permettront de défiler respectivement à la Cour Carrée du Palais du Louvre avec la Woolmark, et à l’Hôtel de la Monnaie de Paris avec l’ANDAM. (Collection « Minérobes » - printemps-été 1990).
La marque « Olivier Guillemin » rencontre ensuite un succès grandissant de 1989 à 1997 auprès des professionnels du milieu,, particulièrement à l’international. Elle bénéficie en 1995 d’un soutien financier conséquent de la part du ministère de l’Industrie, dans le cadre d’un programme proposé aux jeunes créateurs leaders de sa génération.
Olivier Guillemin se distingue par des shows ludiques et futuristes dans des cadres inattendus ou prestigieux : cirque du Puits aux Images, Palais de la découverte, musée de l'Homme, chapelle Saint-Louis de la Salpêtrière, Carrousel du Louvre, Pavillon de l'Arsenal, hôtel Lutetia, …
La marque connait alors un succès particulièrement retentissant aux États-Unis,,, en Asie  mais surtout au Japon. Olivier Guillemin commence alors à collaborer avec le groupe Shiseido. Dès 1990, ses collections sont vendues dans les boutiques The Ginza et Shiseido est le partenaire maquillage des défilés d’Olivier Guillemin organisés au Japon, notamment pour la collection « Supernature » à la Galerie Idée (Tokyo - 1997).
Dans le cadre de ses collections, Guillemin travaille régulièrement en partenariat avec des industriels sur la recherche de nouveaux textiles, notamment en collaboration avec l'Institut français de la mode. Celui qui se décrit lui-même comme un « fou de matières », utilise et expérimente de nouvelles fibres et nouveaux fils tels le TENCEL (de Courtaulds et Lenzing) ou encore le Tactel Diabolo  (de DuPont de Nemours). Il fait partie des créateurs de mode qui ont donné au Lycra ses lettres de noblesse et est l’un des premiers à avoir détourné les laines polaires pour en faire des vêtements haut de gamme. Selon lui, le luxe se doit d’être confortable et pratique, c’est-à-dire lavable. Sa collection « Voyage dans la matière » lancée en 1994 lors d’une exposition interactive au Palais de la découverte, expérimente de nouveaux procédés de teinture et des matières innovantes.
En 1996, le créateur se penche sur l’utilisation des pigments naturels au service de l’innovation. Une collaboration avec Bleu de Lectoure qui fera l’objet de la collection « Pastel » pour le printemps-été 1997, qui défilera à Paris, Londres et Buenos Aires.
Olivier Guillemin propose ses conseils créatifs et prospectifs à des acteurs clefs des secteurs du luxe comme Louis Vuitton, des grands groupes textiles comme la Woolmark, Courtaulds, Dupont de Nemours, Chargeurs ou Dollfus-Mieg et Compagnie (DMC), et à l’industrie cosmétique comme L'Oréal, ou encore Kao Corporation et Shiseido au Japon.
En parallèle du développement de sa marque, il travaille comme consultant créatif pour de grands salons comme Première Vision et Intersélection[réf. souhaitée].
C’est son style futuriste et le caractère innovant de son travail qui l’ont amené à collaborer avec la Maison Paco Rabanne, en tant que directeur artistique du Prêt-à-porter féminin et des licences, et chargé de l’organisation des défilés, ceci de 1992 à 1994.

### Ouverture et diversification
Ayant acquis au fil des années une bonne connaissance du secteur de la beauté, Olivier Guillemin devient en 1999, conseiller artistique et expert couleur pour Shiseido. Il collabore tout d’abord pour la marque de maquillage Pieds Nus, et depuis 2005 pour la nouvelle ligne du groupe, Maquillage.
Olivier Guillemin est élu président du Comité français de la couleur en 1993. Grâce à son réseau et sous son influence, le CFC a étendu son action sur la mode et à de nouveaux secteurs comme la gastronomie, le design intérieur, l’architecture et la cosmétique.
En 2009, il est élu Secrétaire général d’Intercolor, l’association internationale de recherches créatives sur les tendances de couleur dans la mode et l’environnement, créée en 1963 par la France, la Suisse et le Japon. Le Comité français de la couleur représente la France au sein d’Intercolor depuis sa création.
Son expertise et son approche transversale de l’univers de la couleur dans les secteurs créatifs, l’amène à donner des conférences sur le sujet dans le monde entier. Depuis 2013, il collabore en tant que correspondant parisien pour le site Pantone View, pour lequel il réalise régulièrement des reportages sur l’actualité chromatique à Paris.

## Création de l’agence [o,o]
Olivier Guillemin et Olivier Védrine se sont rencontrés au début des années 1980, pendant « les années Palace ». Duo incontournable de la nuit parisienne, Védrine l’architecte et Guillemin le styliste ont longtemps travaillé chacun de leur côté avant de collaborer pour la première fois en 1995 pour « L’Expérience rouge », défilé-événement monochrome associant mode et design, à la Galerie Neotu,.
En 2001, ils ont formalisé l’association de leurs talents et leurs expériences en créant l’agence [o,o], qui développe depuis des projets au style personnel et innovant. [o,o] s’exprime et s’impose par la réalisation de lignes de mobilier, la conception d’espaces et de boutiques, l’organisation de scénographies événementielles pour des marques comme Dior, Aqua Di Parma, Cacharel, Veuve Clicquot Ponsardin, Habitat (entreprise), Dacryl, et des institutions comme l'Institut français et Cité de la céramique - Sèvres et Limoges. La couleur est au cœur de leur démarche créative, particulièrement dans le cadre des scénographies d’expositions qu’ils affectionnent. 
En parallèle aux activités de [o,o], l’expertise en matière de mode d’Olivier Guillemin l’a amené en 2004 à devenir directeur créatif et des tendances pour Fashion Access et MM&T, deux salons d’APLF à Hong Kong, ainsi que pour Cashmere World (UBM).
Il collabore avec Olivier Védrine à la scénographie de ces trois salons. Ils ont créé ensemble le trophée des Best of APLF Awards.

## Une expertise au service des institutions
L’expertise créative d’Olivier Guillemin l’a également conduit à devenir membre du Conseil des métiers d’art au sein du ministère de la Culture et de la Communication, depuis sa création en 1994, jusqu’à 2004. À ce titre il a présidé pendant huit ans une commission sur l’innovation et la création contemporaine dans les métiers d’art, et travaillé sur plusieurs projets comme « Les Grands Prix de l’innovation dans les métiers d’art ».
Parallèlement, il a réalisé plusieurs études sur l’innovation dans les secteurs du textile. En 2001 il étudie l’opportunité de créer une banque de données numériques de motifs textiles pour la DRIRE Alsace et le Musée de l'impression sur étoffes de Mulhouse. En 2004, il réalise pour la Fédération française des dentelles et broderie, une étude portant sur la valorisation et la redynamisation des métiers et savoir-faire de la dentelle et de la broderie.
Depuis 1992, il est membre, auprès de la Chambre syndicale de la couture, de la Commission de classement « Couture Création » au ministère de l’Industrie, qui accorde l’appellation « haute couture ».
Pour ses engagements et son apport à la mode et à la création française, Olivier Guillemin a été nommé chevalier de l’Ordre des Arts et des Lettres par le ministre de la Culture Jean-Jacques Aillagon, le 12 juillet 2002.

## Récompenses et distinctions
- Prix de l’ANDAM, 1989
- Prix de la création européenne pour la Woolmark, 1990
- Chevalier de l’Ordre des Arts et des Lettres, 2002

## Expositions
- « Fashion and Surrealism », Fashion Institute of Technology (FIT), New York, and Victoria and Albert Museum, London, 1984
- « La Fée électricité », Musée d'Art Moderne, Paris, 1985
- « Les Créateurs », Villa Noailles, Hyères, France, 1992
- « Mode et Liberté », Musée des arts décoratifs, Paris, 1993
- « CONTREX », Musée des arts décoratifs, Paris, 1994
- « Mode et Gitane », Carrousel du Louvre, Paris, 1994
- « Voyage dans la matière », Palais de la Découverte, Paris, 1994
- « L’Expérience rouge », Galerie Néotu, Paris, 1995
- « Bêtes de mode », Museum d’histoire naturelle, Lyon, 2002
- « Bain Couture », Biennale de Saint Étienne, 2002
- « L’Expérience bleue », Sèvre - Cité de la céramique, 2010

## Ouvrages et publications
- Richard Martin, Fashion and surrealism, Rizzoli, New York, 1987, p. 26  (ISBN 978-0847810734)
- Laurence Benaïm, L’Année de la mode 87-88, La manufacture 1988, p. 235 ; 282
- « Olivier Védrine Expérience », Idée Press, Tokyo, 1990
- Mode gitane, exposition de 50 créateurs, Éditions plumes, 1994, p. 96
- « Vers une collection évolutive », catalogue de la collection automne-hiver 1994-1995 au Palais de la découverte, 1994
- « L’Arc-en-ciel », catalogue de l’événement au Carrousel du Louvre, 1995
- Jean Rouzaud, Guy Marineau, Le Palace, remember, Éditions Hoëbeke, Paris, 2005
- Sophie Roulet, Olivier Guillemin et Olivier Védrine, P[o,o]lychromie, Édition du Regard, 2011
- The Linen Book, Confédération européenne du lin et du chanvre (CELC Masters of Linen), 2012  — témoignage d’Olivier Guillemin, p. 54
- Jean-Gabriel Causse, L’Étonnant Pouvoir des couleurs, préface d’Olivier Guillemin, Édition du Palio, 2014
- Florence Bost, Guillermo Crosetto, Textiles, innovations et matières actives, Eyrolles, 2014  —  témoignage d’Olivier Guillemin p. 72-73